# Santa Fe, Motozintla
Santa Fe är en ort i Mexiko.   Den ligger i kommunen Motozintla och delstaten Chiapas, i den sydöstra delen av landet, 800 km sydost om huvudstaden Mexico City. Santa Fe ligger 747 meter över havet och antalet invånare är 107.
Terrängen runt Santa Fe är kuperad norrut, men söderut är den bergig. Runt Santa Fe är det ganska tätbefolkat, med 78 invånare per kvadratkilometer. Närmaste större samhälle är Huixtla, 19,4 km söder om Santa Fe. I omgivningarna runt Santa Fe växer i huvudsak städsegrön lövskog.